# 村北沙織
村北 沙織（むらきた さおり、1992年9月8日 - ）は、日本の元声優。2018年9月までクロコダイルに所属していた。滋賀県出身。血液型はAB型。

## 略歴
2014年にアース・スター ドリームの結成メンバーとしてデビューしたが2015年5月に脱退。2016年11月から2018年9月までクロコダイル所属。
2017年1月よりSHOWROOMを週一回ペースで配信しており、5月より明神カフェでキャストとして働いている。
2018年9月7日、同月末をもって退所および引退することが発表された。

## 人物
お気に入りの服はジャージ。
カップラーメンが好きで、自身のTwitterでは「#村北カプ麺帳」というハッシュタグを付けて食べたカップラーメンの紹介をしている。
好きなマンガは『パステル家族』と『働かないふたり』。

## 出演
太字はメインキャラクター。

### テレビアニメ
2015年
- 血液型くん!2 （女子生徒）
- てーきゅう （地元民）

2016年
- ナゾトキネ（日野咲アイン）
- 美少女遊戯ユニット クレーンゲールギャラクシー（フェス会場観客）

2017年
- ラブ米 -WE LOVE RICE-（グル美、ショウ〈幼少期〉） - 2シリーズ
- クリオネの灯り（女子生徒）
- カイトアンサ（富赤亜未、日野咲アイン）
- おにゃんこポン（女子高生〈もこ〉）

2018年
- 鹿楓堂よついろ日和（お客さん、南里杏）
- 邪神ちゃんドロップキック（大輔）

### ドラマCD
- 神力アイドル ミヤビノシスターズ（2017年、TVアナウンサー[12]）

### 舞台
- 放課後ワンダーランド☆ （2017年、牧原麻友)

### ラジオ
※はインターネット配信。
- A&G ARTIST ZONE アース・スター ドリームのTHE CATCH（2015年、※超!A&G+）

### テレビ番組
※はインターネット配信。
- アニュ研!（2017年、TOKYO MX）